# Breast Cancer Show Ever
Breast Cancer Show Ever is de negende aflevering van seizoen twaalf van South Park die op 15 oktober 2008 is uitgezonden op Comedy Central.

## Verhaal
De episode begint met Cartman die Wendy's presentatie over borstkanker bespot. Mr. Garrison probeert Cartman te stoppen, maar na de les verkondigt Wendy dat ze, na de schooluren, wil vechten met Cartman. Cartman probeert er alles aan te doen om het gevecht niet door te laten gaan door excuses te zoeken, omkoping en wanhopig eisen te vervullen. Wanneer Wendy hem vertelt dat hij uit wanhoop tijdens het vechten zijn onderbroek zal opeten, doet Cartman dit. Hij kauwt pijnlijk op zijn onderbroek in de poging haar tevreden te stellen, maar dit doet haar alleen maar walgen en nog kwader maken.
Cartman probeert Stan, de vriend van Wendy, ervan te overtuigen om hem uit de problemen te praten, maar Stan kan niet geloven dat hij iets kan doen om haar te stoppen. In de wanhoop om aan de strijd te ontsnappen poept hij op de bureau van Mr. Garrison. Hiervoor moet hij in een lokaal blijven studeren, tot wanneer zijn ouders hem komen ophalen. Butters, Craig en Jimmy komen hem vertellen dat het gevecht uitgesteld is tot de volgende ochtend.
Even later heeft Cartman de hulp van zijn mama ingeschakeld. Cartmans' mama overtuigt Wendy's ouders haar niet te laten vechten. Maar Cartman blijft haar nog steeds uitlachen waardoor Wendy bijna begint te vechten in de klas. Juist op tijd wordt ze geroepen om naar het hoofdkantoor van de directrice, Victoria, te komen. Tot Wendy's grote verbazing zegt Victoria tegen haar dat ze zelf borstkanker heeft overleefd en dat Wendy met Cartman moet vechten zoals ze zelf haar kanker heeft overwonnen. Ze zegt erbij "Beat that fat lump".